# لاري روس
لاري روس (بالإنجليزية: Larry Ross)‏ هو متسابق دراجات نارية نيوزيلندي، ولد في 15 يونيو 1954 في كرايستشرش في نيوزيلندا.